# Sigfred (tronprætendent)
Sigfred eller Sigurd (død 812) var dansk tronprætendent efter Hemmings død i 812. han var brorsøn af Godfred, fætter til Horik 1. og muligvis bror til Hemming og hans brødre Angantyr og Hankwin.
Efter Godfreds død i 810 blev hans brorsøn Hemming konge, men Hemming døde allerede 2 år efter, og der udbrød borgerkrig. Godfreds sønner opholdt sig i Sverige og kunne derfor ikke gøre krav på tronen, så der begyndte at komme indre stridigheder mellem de forskellige grene af kongehuset.
Sigfred mente, at han havde krav på tronen, da han også var brorsøn (kan også læses som barnebarn eller slægtning) af Godfred, men Anulo, der var brorsøn (kan også læses som barnebarn eller slægtning) af en tidligere konge ved navn Harald, gjorde også krav på tronen.
Sigfred og Anulo mødtes i et stort slag, hvor de begge to blev dræbt, men Anulos hær vandt slaget, og udnævnte derfor Anulos brødre Harald Klak og Reginfred til konger.
Saxo Grammaticus fortæller i 8. bog af sin Danmarkskrønike om "Sigurd Ring", der var dattersøn af Godfred og blev konge efter Hemming. Han døde kort efter i et slag mod sin modstander ved navn "Ring". Denne Sigurd Ring var efter al sandsynlighed identisk med Sigfred, der også var tronprætendent efter Hemmings død. Teorien bestyrkes af, at "Ring" på latin hedder "Anulo", som var navnet på den modstander Sigfred fældede i 812.